# All'alba è tramontato il sole
All'alba è tramontato il sole è un romanzo scritto dall'autore tedesco Heinz Günther Konsalik e pubblicato nel 1969, poi edito in Italia tre anni più tardi, nel 1972, da Edizioni Accademia.

## Trama
Protagonisti delle vicende sono quattro giovani che si trovano a Praga, una città stupenda che spinge per ritrovare un'agognata libertà sotto l'influenza dei giovani studenti universitari. Karel Pilny è un giornalista radiofonico ceco innamorato e fidanzato con la studentessa tedesca Irena Dolgan: costei collabora con Michael Lucek e altri studenti alla stampa del giornale illegale e anti-comunista Ranni cervànky (ovvero alba), le cui copie vengono distribuite in tutto il territorio nazionale. Dagli alti ranghi militari della polizia segreta russa viene inviata Valentina Kisaskaia, agente segreto incaricato di indagare sui movimenti di Pilny sotto lo pseudonimo di Miroslava Ticà. Nel tentativo di infiltrarsi, tuttavia, la ragazza si innamora e intesse una relazione con Lucek.

## I personaggi
- Karel Pilny è un giovane uomo ceco che lavora come giornalista presso una trasmittente radiofonica. Mandato a registrare a proposito di una protesta non violenta organizzata dagli studenti in Piazza Venceslao, incontra Irena Dolgan e se ne innamora.
- Irena Dolgan è una giovane ragazza tedesca, studentessa di arte all'università di Praga. Partecipa alla stesura e alla distribuzione del giornale illegale Ranni cervànky insieme a Michael Lucek e ad altri studenti. Irena è fidanzata con Karel Pilny ed è proprio lei a farlo entrare nel giro degli studenti che collaborano con il giornale. Viene descritta come una ragazza molto bella, dai capelli biondi e gli occhi azzurri.
- Michael Lucek è uno studente ceco di medicina all'università di Praga. Un ragazzo sveglio, sicuro di sé e carismatico; è una della personalità più importanti a portare avanti il Ranni cervànky. Inizialmente dubita di una possibile collaborazione con Pilny ma i due finiscono per divenire grandi amici.
- Valentina Kisaskaia è un agente segreto inviato da Mosca per far luce sulla attività del giornalista Karel Pilny. Si presenta al gruppo di studenti con il nome falso di Miroslava Ticà e riesce a infiltrarsi nella sede del giornale Ranni cervànky come fidanzata di Mica Lucek.

## Edizioni
- Heinz Günther Konsalik, All'alba è tramontato il sole, traduzione di Clara Cavallazzi, Edizione Accademia, 1972.